# إيدي بيترس غرافلاند
إيدي بيترس غرافلاند (1934 - 2020)، هو لاعب كرة قدم هولندي لعب كحارس مرمى. لعب مع منتخب هولندا لكرة القدم عام 1970.
توفي يوم 28 أبريل 2020 بمدينة باريندريخت

## روابط خارجية
- إيدي بيترس غرافلاند على موقع قاعدة بيانات كرة القدم.إي يو (الإنجليزية)
- إيدي بيترس غرافلاند على موقع ناشيونال فوتبول تيمز (الإنجليزية)
- إيدي بيترس غرافلاند على موقع عالم كرة القدم.نت (الإنجليزية)